# De trettios kamp

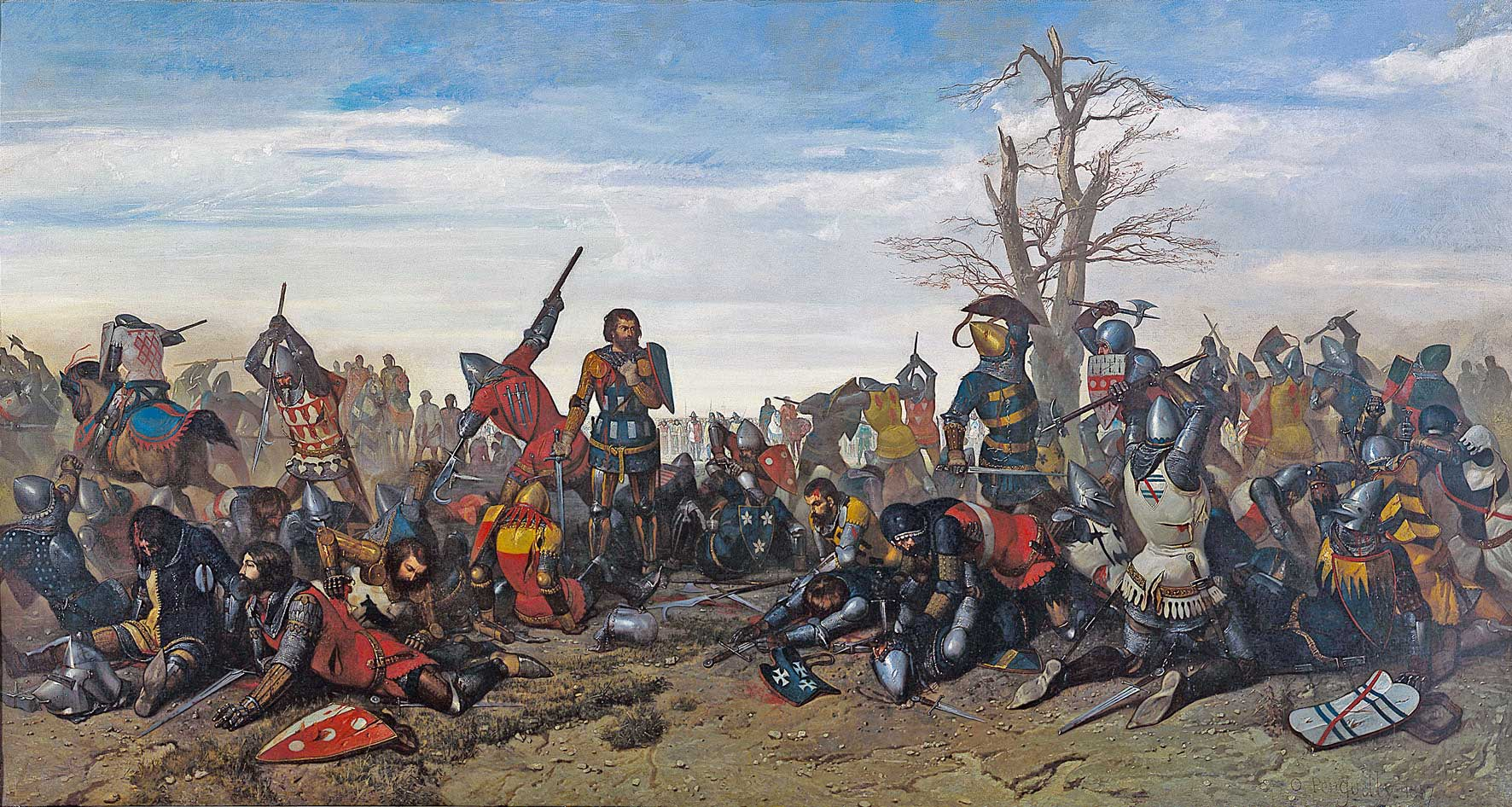
Penguilly l'Haridon: Le Combat des Trente.

De trettios kamp är en vida besjungen och romantiserad riddardrabbning som utspelades den 27 mars 1351 i närheten av Slottet Josselin, Bretagne under Bretonska tronföljdskriget. 
Bretonska tronföljdskriget (1341-1364) var en konflikt under Hundraårskriget mellan Karl av Blois och huset Montfort. Jean de Beaumanoir, en av Karl av Blois kaptener och vapenbroder till den franska hjältefiguren Bertrand du Guesclin, utmanade Robert Bramborough, anhängare till Montfort, på en kamp mellan de bägge sidorna sedan Bramborough brutit en vapenvila. Striden stod mellan 30 riddare och väpnare på var sida. Jean de Beaumanoir vann kampen. Samtliga kombattanter sägs ha sårats eller dräpts. Bramborough var en av nio av Montforts anhängare som föll i striden. Kampen hade ingen direkt inverkan på konflikten men ansågs av samtiden vara det finaste prov på ridderlighet som kunde uppvisas. Kampen har besjungits, illustrerats och beskrivits flertalet gånger, bland annat i Jean Froissarts ”Chroniques”.

## Slagskämparna
| Fransk-bretonska slagskämpar | Engelsk-bretonska slagskämpar |
| --- | --- |
| Riddare - Jean de Beaumanoir - Olivier Arrel - Caron de Bosdegas - Geoffroy du Bois - Yves Charruel - Guy de Rochefort - Jean Rouxelot - Robin Raguenel - Huon de Saint-Hugeon - Jean de Tinténiac Väpnare - Geoffroy de Beaucorps - Hughes Capus-le-Sage - Olivier de Fontenay - Louis de Goyon - Alain de Keranrais - Guillaume de la Lande - Guillaume de la Marche - Geoffroy de Mellon - Guillaume de Montauban - Olivier de Monteville - Maurice du Parc - Tristan de Pestivien - Guyon de Pontblanc - Geoffroy Poulard - Simonet Pachard - Geoffroy de la Roche - Jean de Serent - Alain de Tinténiac - Maurice de Tréziguify - Geslin de Trésiguidy | Riddare - Robert Bramborough - Robert Knolles - Thomas Billefort - Thomas Walton - Hugh Calveley - Hervé Laxaualan - Richard Lalande Väpnare - John Plesington - Richard Gaillard - Hughes Gaillard - Huceton Clemenbean - Hennequin de Guenchamp - Renequin Hérouart - Hennequin Le Mareschal - Raoulet d'Aspremont - Gaultier l'Alemant - Bobinet Melipart - Jean Troussel - Robin Adès - Perrot Gannelon - Guillemin-le-Gaillard - Jennequin Taillard - Rango-le-Couart - Raoul Prévot - Dardaine - Repefort - Croquart - Isannay - Dagworth - Helichon - Helecoq |

Den engelsk-bretonska sidan förlorade nio man totalt och resterande tillfångatogs. Den fransk-bretonska sidan förlorade tre man, troligtvis fler.